# Salah Ezzedine
Salah Ezzedine, (né en 1962 au sud du Liban) est un financier chiite libanais inculpé de détournement de fonds et de fraude qui avait coûté plus d’un milliard de dollars à ses clients du Hezbollah, avec les ventes pyramidales. Pour récolter un maximum de fonds, l’homme aurait fait miroiter à ses clients des taux d’intérêt allant jusqu’à 60 %.